# Dwarahat
Dwarahat là một thị xã và là một nagar panchayat của quận Almora thuộc bang Uttaranchal, Ấn Độ.

## Nhân khẩu
Theo điều tra dân số năm 2001 của Ấn Độ, Dwarahat có dân số 2543 người. Phái nam chiếm 53% tổng số dân và phái nữ chiếm 47%. Dwarahat có tỷ lệ 82% biết đọc biết viết, cao hơn tỷ lệ trung bình toàn quốc là 59,5%: tỷ lệ cho phái nam là 86%, và tỷ lệ cho phái nữ là 78%. Tại Dwarahat, 10% dân số nhỏ hơn 6 tuổi.